# Mono Lake
Mono Lake is een zoutmeer in de Amerikaanse staat Californië, in Mono County. Het ligt tussen de Sierra Nevada en de White Mountains, ten oosten van Yosemite National Park. Mono Lake staat bekend om de grillig gevormde zoutpilaren nabij de zuidwestelijke oever. De saliniteit (het zoutgehalte) is met 7,5% ruim tweemaal zo hoog als zeewater (3,5%).
Het meer is een zeer productief ecosysteem, en van grote betekenis voor talloze vogelsoorten die in de omgeving leven.
Felisa Wolfe-Simon, een geobiologe betaald door de NASA, heeft in 2010 een tot dan onbekende vorm van leven ontdekt in het meer. Het zou gaan om een micro-organisme waarvan een van de bouwstoffen arseen is in plaats van fosfor. Geen enkel ander ontdekt organisme op Aarde is voor een deel opgebouwd uit arseen. De Amsterdamse hoogleraar Aquatische Microbiologie Jef Huisman was niet overtuigd. Volgens hem waren de kweekjes in het laboratorium waarschijnlijk vervuild met fosfaat. De publicatie van Wolfe-Simon werd in 2025 teruggetrokken.
Al eerder was gevonden dat in Mono Lake een bijzondere microbiologische arseencyclus bestond.

## Trivia
Een van de foto's voor de illustraties van het Pink Floyd-album Wish You Were Here is hier genomen.

## Externe link

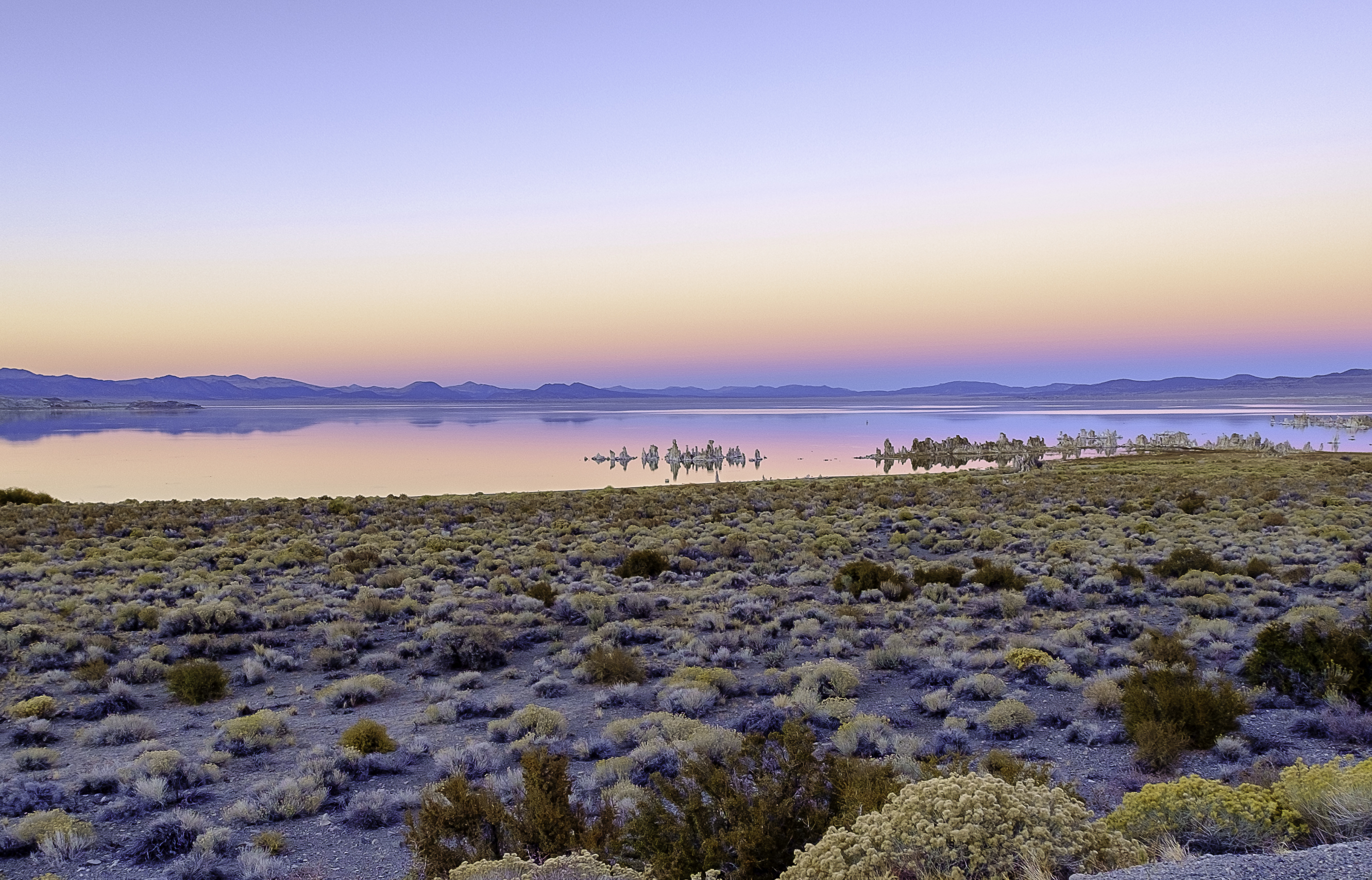
Het meer bij zonsondergang gezien vanuit het zuiden